# Sileno ebrio
Sileno ebrio es un cuadro de José de Ribera, «El Españoleto», pintado al óleo sobre lienzo y con unas dimensiones de 185 x 228 cm. Firmado y datado en 1626, actualmente se conserva en el Museo de Capodimonte de Nápoles. Esta composición se hizo famosa desde fecha temprana porque el mismo Ribera la reprodujo en un grabado que alcanzó difusión internacional. 

## Historia
Es la pintura firmada y fechada por Ribera más antigua que se conoce; se conocen algunas otras obras tempranas con firma, pero ninguna de ellas está fechada y ello dificulta determinar su cronología.
Realizado en Nápoles en 1626, este lienzo perteneció a un célebre mercader y coleccionista nacido en Flandes, llamado Gaspare Roomer (1606-1674), quien se estableció en Nápoles y llegó a reunir unos 1.500 cuadros. Sin embargo, no fue él quien encargó la obra, pues consta que la adquirió al pintor Giacomo de Castro en 1653, casi treinta años después de haberse pintado. 
La composición alcanzó fama en fecha temprana, ya que el mismo Ribera la reprodujo en una estampa al aguafuerte, fechada dos años después, que se considera la obra más lograda y famosa de su labor como grabador. En el grabado Ribera simplificó la escena, eliminando varios elementos, y le dio un ambiente más diáfano al sustituir el murete del fondo por un paisaje. Como es habitual en los grabados reproductivos, la imagen impresa es invertida: Ribera la repitió al derecho en la matriz de cobre y, debido al efecto especular, las estampaciones salen al revés. Las estampaciones de Sileno ebrio circularon en fecha temprana por Europa y dieron pie a copias y derivaciones, tanto de la imagen general como de figuras aisladas, realizadas por grabadores de varios países. Se puede citar un aguafuerte del poco conocido Francesco Burani, que reinterpreta el Sileno ebrio de Ribera dándole un tono más caricaturesco.
A finales del siglo XVIII, el cuadro de Silenio ebrio formaba parte de la colección de la casa Borbón de Nápoles y consecuentemente es expuesta dentro del Museo de Capodimonte.

## Descripción

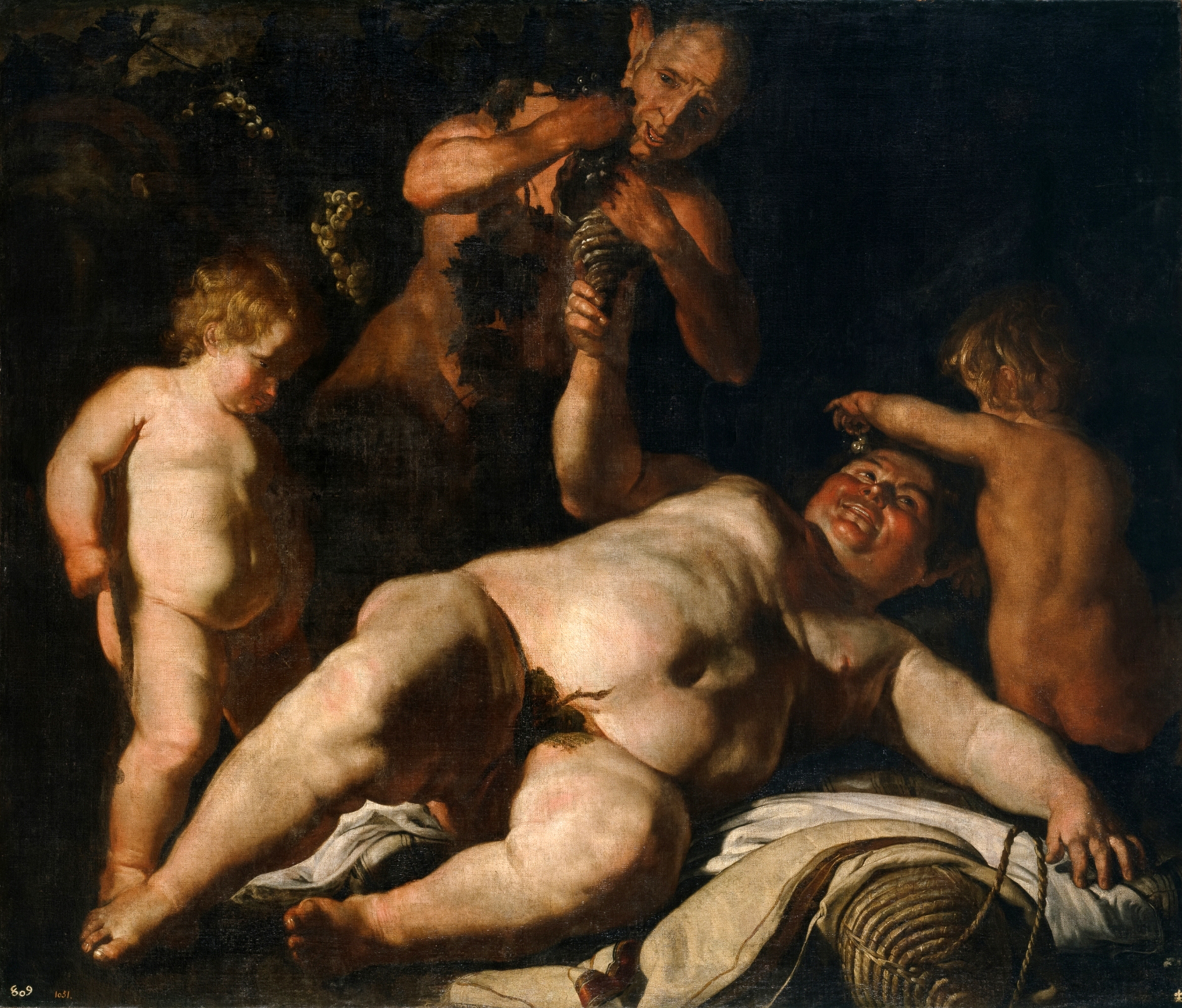
Sileno ebrio, por Cesare Fracanzano, c. 1630-1635, Museo del Prado.

La obra, cuyo fondo es un paisaje clásico, está realizada con una pincelada gruesa para las figuras y personajes, mientras que una más sutil, en negro, delimita los contornos ofreciendo un mayor efecto tridimensional.

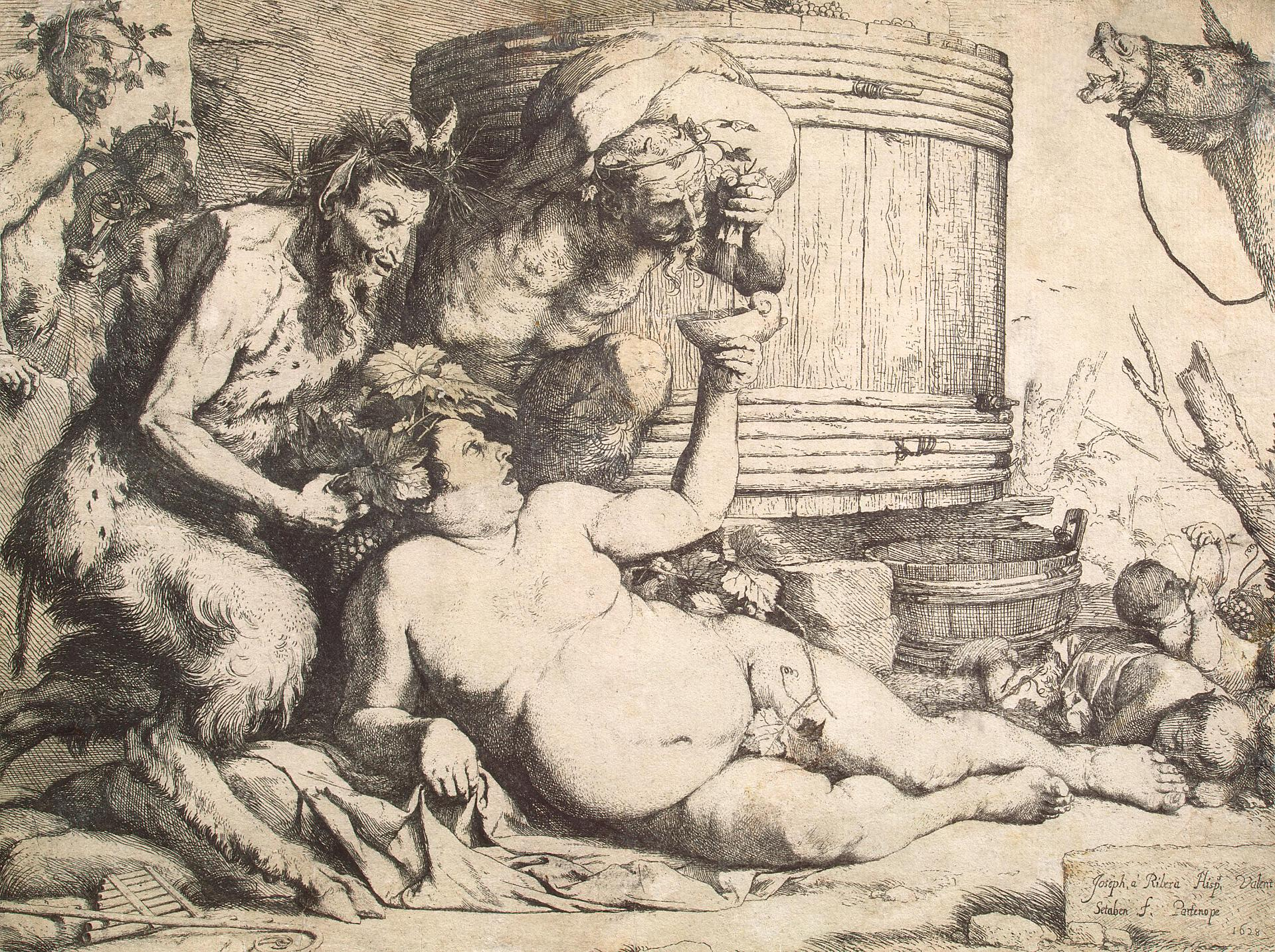
Grabado de Sileno ebrio realizado por el propio Ribera en 1628. Ejemplar del estado I/III (previo a la dedicatoria y a la firma del editor Rossi) conservado en el Hermitage de San Petersburgo (Rusia).

La figura central es la de Sileno, leal compañero de Baco y el más borracho, más viejo y más sabio de sus seguidores. Ribera le representa recostado junto a una gran tina de madera (empleada para exprimir la uva en la vendimia) durante un festejo en honor de Baco y en el acto de acercar un recipiente (una concha) a un personaje situado detrás, quien vierte vino de un pellejo que porta sobre el hombro. Sileno se ha acomodado sobre una tela o manta, ahora poco perceptible por el deterioro de su color, y que en origen hubo de ser más clara. Posiblemente se había pintado de azul con azurita, un colorante más delicado y económico que el lapislázuli.[cita requerida] En la derecha del lienzo se ve a Pan con orejas, cuernos y pezuñas de cabra que corona a su hijo Sileno con unas hojas de parra. En torno a Pan se representan algunos otros objetos típicos del personaje, como el cayado, alusivo al pastoreo de ovejas, la tortuga (símbolo de la pereza) y la caracola (símbolo que anuncia la muerte).
Al otro lado de la tela, en el ángulo inferior izquierdo, una serpiente (símbolo de sabiduría) muerde un pergamino donde aparece la fecha y firma. "Josephus de Ribera, Hispanus, Valentín/ et academicus Romanus faciebat/ partenope 1626".
Arriba, en la esquina de la derecha, se asoma el perfil de una Ninfa a quien Apolo (otros lo identifican con Príapo) mira con deseo. En el lado opuesto, vemos a un joven sátiro sonriente de orejas puntiagudas que alza una copa en la mano y a su espalda un asno que rebuzna; el pormenor más jocoso del cuadro. El asno es un animal asociado a Sileno, dado que le lleva encima en el cortejo báquico. Según el experto Alfonso Pérez Sánchez (catálogo exposición Ribera, 1992), la inclusión del burro rebuznando alude a un pasaje mitológico muy concreto: las intenciones sexuales de Príapo con la ninfa Lotis, dormida tras una fiesta báquica. Fue el asno de Sileno quien, al rebuznar, impidió tal intentona.
En general, Sileno ebrio se trata de una representación mitológica de origen clásico como si fuese una escena de la vida cotidiana, la cual retrata Ribera con una fuerte dosis de ironía y jocosidad, algo que no tiene comparación con ningún otro pintor de aquellos años.